# Upa en apuros
Upa en apuros es un cortometraje de animación de Argentina en Alexcolor de 1942 dirigido por Tito Davison y escrita por Dante Quinterno, quien ejerció también la supervisión general. La película es una adaptación de la clásica historieta de Quinterno Patoruzú, cuyo autor originalmente planeaba realizarla como un largometraje; sin embargo tuvo que limitar el metraje debido a la falta de material fílmico disponible que había ocasionado la Segunda Guerra Mundial. El corto se estrenó el 20 de noviembre de 1942, y fue el primer dibujo animado cinematográfico en colores de Argentina y en Latinoamérica.

## Sinopsis
Patoruzú va en rescate de Upa a quien el gitano Juaniyo ha secuestrado, para lo cual primero vence a un oso y luego derrota a golpes al gitano.

## Producción
Los protagonistas provienen de la historieta Patoruzú; inicialmente el proyecto era hacer un largometraje pero la falta de película virgen derivada de la Segunda Guerra Mundial obligó a limitar el metraje. 
Tito Davison tuvo a su cargo la dirección de diálogos y el montaje, Tulio Lovato, la dirección de animación como jefe de producción y supervisor de los dibujantes animadores y fue dibujado por los dibujantes y humoristas gráficos Oscar Blottita Blotta como animador principal secundado por José Gallo, Roberto Bonetto, Luis Destuet, Eduardo Ferro y Jaime Romeu. La música pertenece al músico holandés Melle Weersma y los decorados al pintor alemán Gustavo Goldschmidt.
El filme tuvo costos muy altos y ocasionó graves perdidas económicas; su estreno previsto para el 21 de abril de 1942 fue postergado al 20 de noviembre del mismo año, en el cine Ambassador, durante la función en que se estrenaba la clásica película La guerra gaucha.

## Recepción y premios
La película sorprendió al famoso Walt Disney con la calidad de su animación, la cual Disney consideró elegante y refinada, asimismo elogiando la calidad en el empleo del color de la producción.
La Asociación de Cronistas Cinematográficos de la Argentina, la entidad que otorga los Premios Cóndor de Plata galardonó con un premio especial a Dante Quinterno por este filme.